# Sharon Isbin
Sharon Isbin (St. Louis Park, Minnesota, es una guitarrista clásica estadounidense. Elogiada por su lirismo, técnica precisa y versatilidad, es una de las primeras intérpretes de guitarra clásica en el ámbito internacional.

## Estudios
Sharon Isbin comenzó sus estudios a los nueve años en Italia. Posteriormente fue alumna de Andrés Segovia, Oscar Ghiglia y Rosalyn Tureck. Colaboró con esta última en la adaptación de las suites para laúd de Bach a guitarra clásica (publicado por G. Schirmer). Terminó el Bachelor of Arts en la Universidad de Yale con cum laude y el Máster de Música de la Escuela de Música de la misma universidad.

## Obra
Tiene una amplia discografía que incluye más de una veintena de grabaciones, que abarcan áreas tan diversas como la música barroca, las tradiciones españolas y latinas, el siglo XX, música crossover y el jazz de fusión.
Es reconocida por su importante papel en la expansión del repertorio para guitarra, y, entre todos los guitarristas, aquella que encomendó y estrenó el mayor número de conciertos para su instrumento, así como piezas solistas y de cámara. Realizó recitales en los principales palcos internacionales, incluyendo el Carnegie Hall y el Avery Fisher Hall de Nueva York, el Symphony Hall de Boston, el Kennedy Center de Washington, el Ford Center de Toronto, el Barbican Centre y el Wigmore Hall de Londres, el Concertgebouw de Ámsterdam, el Herkulessaal de Múnich, el Teatro Real de Madrid y Olinda (Pernambuco - Brasil, 7 Set. 2006).

## Premios
- 2000, Premio Grammy: Mejor Interpretación Instrumental Solista (sin orquesta), por Dreams Of A World - Works Of Lauro, Ruiz-Pipo & Duarte.[2]
- 2008, Guitar Player Readers’ Choice Awards: Mejor guitarrista clásica.[3]
- 2009, Premio Grammy: Mejor Interpretación Instrumental Solista (sin orquesta), por Journey To The New World.[2]
- Concurso Internacional de Toronto.
- Concurso Internacional de Múnich.
- Concurso Internacional de Madrid (Reina Sofía).